# واژگونی

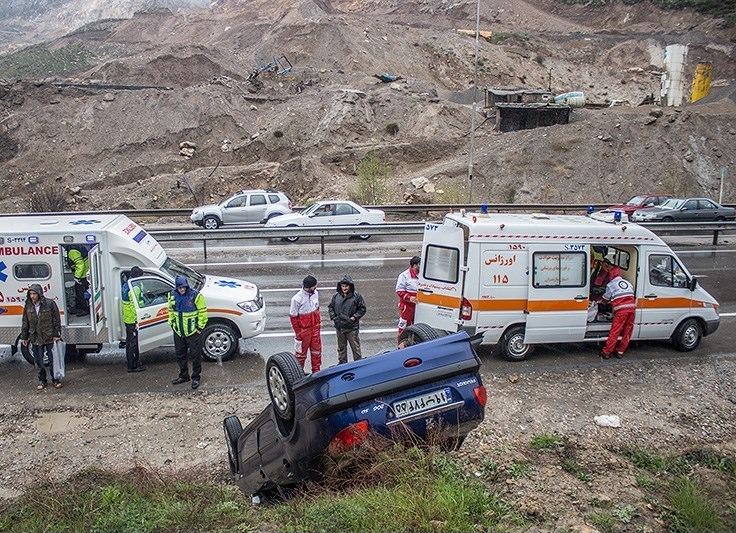
یک پژو ۲۰۶ واژگون شده در مازندران نوروز ۱۳۹۵ خورشیدی

واژگونی یا چپ شدن نوعی سانحه رانندگی است که در آن خودرو به سمت سقف یا کنار برمی‌گردد. رایج‌ترین علت واژگونی، سرعت زیاد هنگام دور زدن است.

## نگارخانه

## منابع

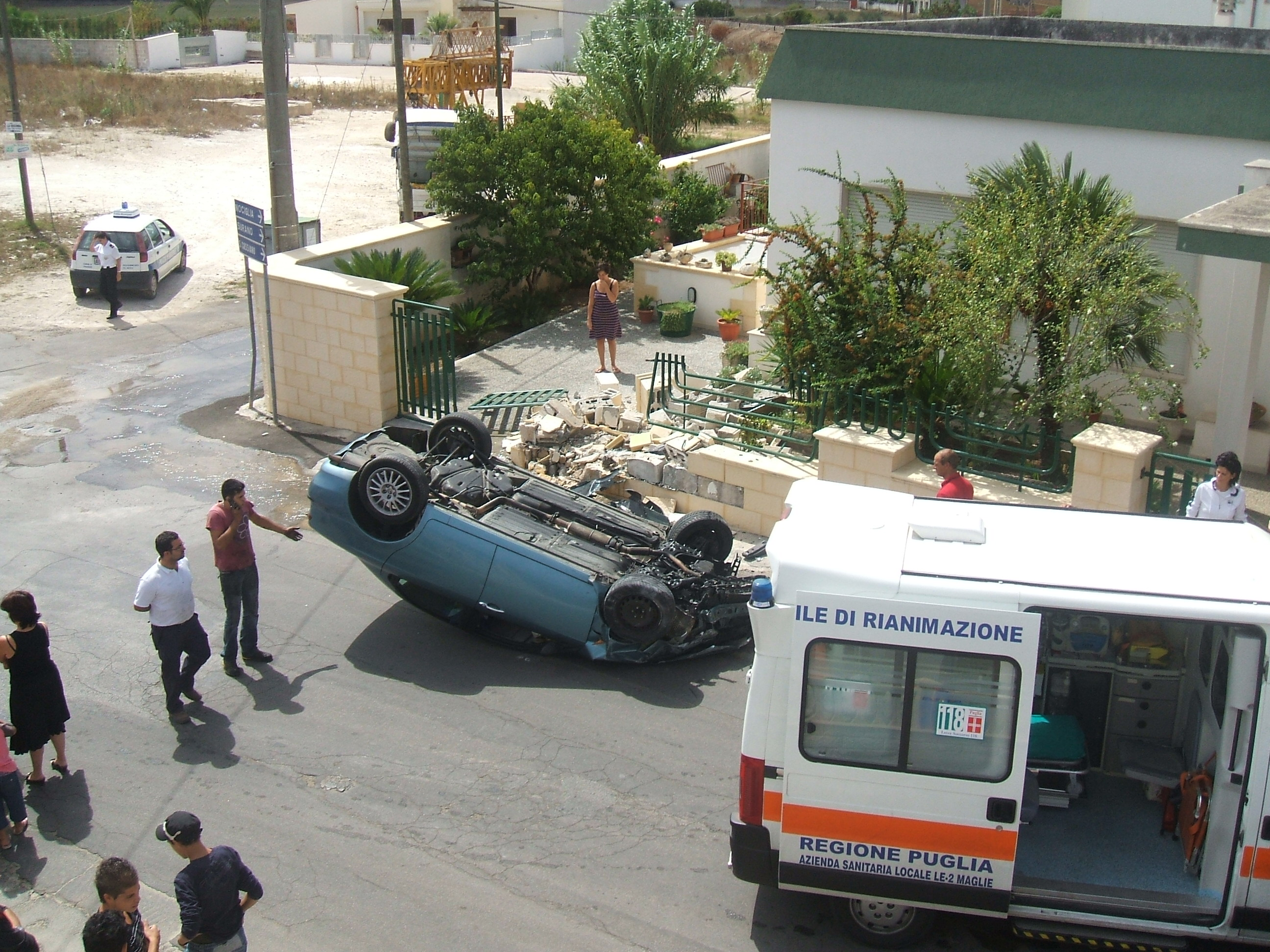
چپ شدن یک خودرو در جنوب ایتالیا

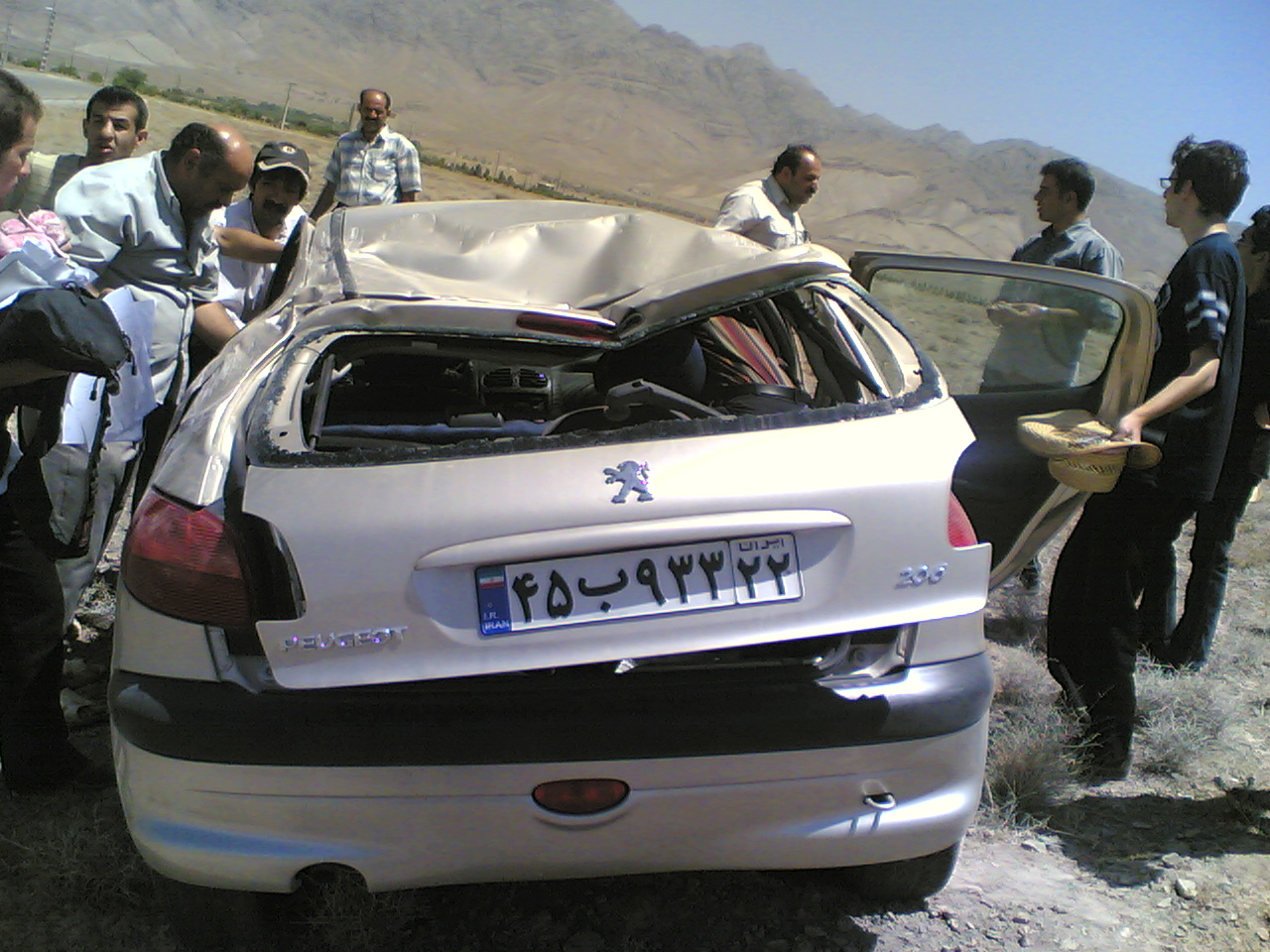
یک پژو ۲۰۶ پس از واژگونی در دانشگاه تفرش